# Hermann Hankel
Hermann Hankel (Halle, 14 febbraio 1839 – Schramberg, 20 agosto 1873) è stato un matematico tedesco.

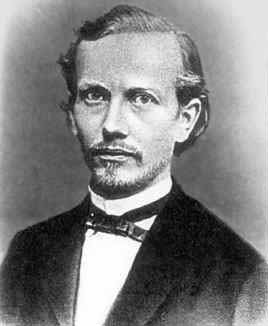
Hermann Hankel

Ha studiato e lavorato, tra gli altri, con Möbius, Riemann, Weierstrass e Kronecker.
Herman Hankel fu uno dei primi ad attribuire all'India il sistema di numerazione cosiddetto "Indo-Arabico" e la matematica che ne seguì.  Disse "Non si può negare che la matematica moderna rassomigli più ai contributi indiani che a quelli greci".